# Воробей Дмитро Сергійович
Дмитро Сергійович Воробей (* 10 травня 1985, Мозир, Гомельська область, БРСР, СРСР) — український футболіст білоруського походження, нападник, в минулому — гравець юнацьких та молодіжної збірних України.

## Клубна кар'єра
Вихованець системи підготовки гравців київського «Динамо». З 2002 року виступав у складі третьої та другої команд клубу. 8 серпня 2003 року провів свій єдиний матч за головну команду «Динамо» — вийшов на заміну у виїзному кубковому матчі проти димитровського «Вуглика». Перебуваючи в оренді у київському «Арсеналі» 17 липня 2005 року дебютував у вищій лізі чемпіонату України у грі проти основного складу «динамівців» (поразка 0:2).
На початку 2007 року перебрався до Луганська, де протягом півтора сезони захищає кольори місцевої «Зорі», де став основним гравцем нападу команди.
З початку сезону 2008–2009 виступав у складі маріупольського «Іллічівця», в якому, як і в «Зорі», був одним з основних гравців нападу команди. На початку сезону 2009–2010, відігравши у складі «Іллічівця» декілька перших турів чемпіонату, розірвав контракт із клубом через невиконання останнім фінансових зобов'язань.
Через декілька днів на правах вільного агента уклав контракт з криворізьким «Кривбасом», де спочатку регулярно виступав в «основі», однак наприкінці вересня 2009 року після матчу проти донецького «Металурга» переведений до молодіжного складу.
1 серпня 2011 року підписав контракт з першоліговим клубом «Нафтовик-Укрнафта», за який відіграв один сезон і влітку 2012 року перебрався в «Оболонь», яка щойно вибула до першої ліги.

## Виступи за збірні
З 2001 року викликався до юнацьких збірних U-17 та U-19, у складі останньої — півфіналіст (бронзовий призер) юнацького чемпіонату Європи 2004 року.
Протягом 2003–2006 років провів 26 ігор у складі молодіжних збірних України, у яких відзначився трьома забитими голами. У складі збірної U-20 брав участь у фінальній частині молодіжного чемпіонату світу 2005 року.